# Хронологија Народноослободилачке борбе новембар 1943.
Хронолошки преглед важнијих догађаја везаних за Народноослободилачку борбу народа Југославије, који су се десили током новембра месеца 1943. године:
| ← октобар | ← октобар | ← октобар | ← октобар | ← октобар | ← октобар | ← октобар | ← октобар | Хронологија Народноослободилачке борбе у 1943. | Хронологија Народноослободилачке борбе у 1943. | Хронологија Народноослободилачке борбе у 1943. | Хронологија Народноослободилачке борбе у 1943. | Хронологија Народноослободилачке борбе у 1943. | Хронологија Народноослободилачке борбе у 1943. | Хронологија Народноослободилачке борбе у 1943. | Хронологија Народноослободилачке борбе у 1943. | Хронологија Народноослободилачке борбе у 1943. | Хронологија Народноослободилачке борбе у 1943. | Хронологија Народноослободилачке борбе у 1943. | Хронологија Народноослободилачке борбе у 1943. | Хронологија Народноослободилачке борбе у 1943. | Хронологија Народноослободилачке борбе у 1943. | Хронологија Народноослободилачке борбе у 1943. | децембар → | децембар → | децембар → | децембар → | децембар → | децембар → | децембар → |
| 1         | 2         | 3         | 4         | 5         | 6         | 7         | 8         | 9                                              | 10                                             | 11                                             | 12                                             | 13                                             | 14                                             | 15                                             | 16                                             | 17                                             | 18                                             | 19                                             | 20                                             | 21                                             | 22                                             | 23                                             | 24         | 25         | 26         | 27         | 28         | 29         | 30         |

### 27. новембар
- На аеродрому Сухопоље, код села Ћослије, на Гламочком пољу, спремајући се да као шеф војне мисије Врховног штаба НОВ и ПОЈ у Савезничкој команди за Блиски исток, пође авионом у Италију погинуо секретар ЦК СКОЈ и члан ЦК КПЈ и Врховног штаба НОВ и ПОЈ Иво Лола Рибар (1916—1943), народни херој (видети Погибија Иве Лоле Рибара). У тренутку припреме за полетање авиона Дорније Do 17, који је чланове Војне мисије требао да пребаци у Бриндизи, у јужној Италији, из правца Бањалуке изненада се појавио немачки авион типа Ханшел и у ниском лету напао партизански авион бомбама и митраљеском ватром. Том приликом, поред Лоле Рибара, страдало је још шесторо лица, међу којима је био политички комесар Прве ваздухопловне базе НОВЈ Сава Керковић (1909—1943), као и двојица британских официра. Каснијом истрагом, откривено је да је до „изненадног” напада немачке авијације на партизански аеродром дошло услед дојаве браће Јосипа и Виктора Реквенија, који су се као шпијуни Гестапоа инфилтрирали у Народноослободилачки покрет и радили у Првој ваздухопловној бази НОВЈ у Ливну.[1][2][3]

### 28. новембар
- У Техерану (Иран), од 28. новембра до 1. децембра, одржана Техеранска конференција — први сусрет лидера водећих земаља Антихитлеровске коалиције: председника САД Франклина Рузвелта, председника владе Уједињеног Краљевства Винстона Черчила и председника Савета народних комесара СССР Јосифа Висарионовича Стаљина. На Конференцији су разматрана питања даљег вођења рата против Трећег рајха, послератно уређење Европе, Организација уједињених нација, као и питање Југославије. Одлучено је да земље учеснице Антихитлеровске коалиције после рата наставе сарадњу на организацији мира и да искрцавање англо-америчких трупа у Француској отпочне маја 1944. године. У односу на Југославију конференција се сложила „да југословенским партизанима треба помоћи у ратном материјалу што је могуће више, као и у операцијама командоса”, што је одмах наређено Врховној команди савезничких снага за Средоземље. Одлучено је да Врховна команда Црвене армије упути војну мисију у Врховни штаб НОВ и ПОЈ (стигла 23. фебруара 1944), где су се већ налазиле војне мисије САД и Велике Британије. Договорено је да ће се „Југославија као држава обновити у потпуном територијалном интегритету и независности с тим што ће се питање њених западних граница и захтева према Италији решити после рата”, имајући у виду предлог председника САД Вудро Вилсона из 1919. године.[1][2]

### 29. новембар
- У Јајцу, у ноћи 29/30. новембра одржано Друго заседање Антифашистичког већа народног ослобођења Југославије (АВНОЈ), коме су присуствовали делегати из свих крајева Југославије, изузев делегата из Македоније и Санџака, који нису могли стићи. На заседању је најпре дата политичка оцена развоја Народноослободилачке борбе, а потом је донета Декларација, а на основу ње низ значајних одлука уставног карактера, што су — да се АВНОЈ конституише у врховно законодавно и извршно представничко тело народа и државе Југославије као целине и да се установи Национални комитет ослобођења Југославије (НКОЈ) као привремени орган врховне народне власти за време рата; да се Југославија изгради на демократском, федеративном принципу као заједница равноправних народа; да се избегличкој југословенској влади одузму сва права законите владе Југославије и забрани повратак у земљу краљ у Петру II Карађорђевићу; да се сви међународни уговори и обавезе које су у иностранству склопиле избегличке владе прегледају у циљу њиховог поништења или поновног склапања, односно одобрења, као и да се не признају међународни уговори и обавезе које би убудуће у иностранству евентуално склопила избегличка влада. На заседању је одата захвалности јединицама НОВ и ПОЈ, као и Врховном штабу за изградњу и организацију Народноослободилачке војске и за успешно руковођење операцијама, а на предлог словеначке делегације у НОВЈ је уведено звање маршала Југославије, које је додељено Врховном команданту НОВ и ПОЈ Јосипу Брозу Титу. Делегати АВНОЈ-а одобрили су рад Извршног одбора АВНОЈ-а, између два заседања, као и потврдили све одлуке, наредбе и изјаве које је дотада објавио Врховни штаб. Заседање је донело одлуку да се образује Државна комисија за утврђивање злочина окупатора и њихових помагача и потврдило одлуке Ослободилачког фронта Словеније (ОФ) и Земаљског антифашистичког већа народног ослобођења Хрватске (ЗАВНОХ) да се Федеративној Демократској Југославији прикључе Словеначко приморје, Истра, Ријека, Задар и остали анектирани делови. Након заседања, издат је проглас народима Југославије.[4][5]

### 30. новембар
- Са аеродрома Сухопоље, код Гламоча, авионом отпутовала у Каиро војна делегација Врховног штаба НОВ и ПОЈ, која је имала задатак да Врховној команди савезничких снага за Средњи исток, у име Врховног штаба изложи потребу за координацијом заједничких дејстава и поднесе захтев за снабдевање НОВЈ оружјем, муницијом и другим потребама. На челу нове делегације налазио се Владимир Велебит.[4]